# Lista de castros da Roma Antiga
Esta é uma lista dos castros da Roma Antiga, ou seja, dos acampamentos militares ou casernas, chamados de castro, que abrigavam os vários corpos militares que serviam na cidade de Roma durante o período romano.

## Castro Pretório
A Guarda Pretoriana era o principal corpo da guarda imperial e foi instituída pelo primeiro imperador, Augusto, entre 29 e 20 a.C.. Foi muito influente durante a história do Império Romano até ser desmantelada pelo imperador Constantino. 
Seu principal quartel, conhecido como Castro Pretório, foi construído entre 20 e 23 d.C. por Tibério por recomendação do poderoso prefeito pretoriano Lúcio Élio Sejano para abrigar as nove coortes da guarda na época. O perímetro do quartel era quadrangular, com ângulos arredondados e o lado meridional oblíquo. Destes, sobreviveram três lados e vestígios do quarto (ocidental). Durante o reinado do imperador Aureliano (r. 270-275), o Castro foi incorporado à nova Muralha Aureliana, o que ajudou na sua preservação.

## Castro Urbano
As três coortes urbanas, instituídas por Augusto e reorganizadas por Tibério, eram as principais responsáveis por manter a ordem pública em Roma e estavam sob o comando do prefeito urbano.  Inicialmente, essas coortes também foram abrigadas no Castro Pretório e, durante emergências, eram utilizadas como tropas auxiliares das coortes pretorianas na defesa do imperador. Mais tarde, pelo menos a partir da época de Sétimo Severo, eles passaram a ter um quartel específico. A partir das fontes, sabemos que ela ficava na Regio VII Via Lata, provavelmente no local onde hoje está a Piazza di Spagna.

## Castro da cavalaria pessoal
O corpo da cavalaria pessoal do imperador (equites singulares) era composta por elementos de origem bárbara e provavelmente foi instituído pelo imperador Trajano e debandado por Constantino. Para ele estavam disponíveis duas casernas, a mais antiga das quais (castra priora equitum singularium) foi descoberta e escavada em entre 1885 e 1889 no monte Célio, na Via Tasso, juntamente com diversas inscrições dedicatórias a diversas divindades estrangeiras que eram abrigadas no santuário da caserna.
A segunda (castra nova equitum singularium) foi construída pelo imperador Sétimo Severo entre 193 e 197 (como provam as inscrições descobertas) em uma região antes ocupada por casas privadas (domus Lateranorum) perto do Laterano. Quando o corpo de cavalaria foi debandado por Constantino, a "Castra nova" foi completamente demolida e no seu lugar foi construída uma basílica dedicada ao Santíssimo Salvador, a primeira Arquibasílica de São João de Latrão). Sob a igreja foram recuperados restos das construções severianas.
Além disto, a guarda dispunha também de um sepulcro na Via Labicana (num local chamado ad Duas Lauros), do qual são provenientes diversas inscrições que mencionam as duas casernas. Muitas delas foram reutilizadas como material de construção na basílica de Santi Marcellino e Pietro, nas imediações.

## Castro Miseno
Um vexillatio ("destacamento") especial de marinheiros (classiarii) da frota militar estacionada em Miseno, a Classis Misenensis, era empregado em Roma para manobrar o imenso velário (velarium) que protegia os espectadores do Coliseu do sol ou da chuva e, provavelmente, também para a realização de naumáquias nos primeiros anos. 
Este destacamento ficava abrigado em uma caserna nas imediações do anfiteatro, provavelmente localizado perto das Termas de Trajano, na encosta do monte Ópio, onde foi descoberta uma inscrição relativa a uma ampliação da estrutura no século III.

## Casernas dos vigias
Os vigias eram os militares romanos cuja missão era combater incêndios e realizar algumas funções de polícia, especialmente durante a noite. Havia sete coortes de vigias em Roma, cada uma responsável por duas das catorze regiões da cidade. Cada uma tinha seu próprio quartel, dos quais cinco são conhecidos com certeza.

## Castro Peregrino
Este quartel era a sede do serviço secreto do Império Romano, constituído por milites peregrini, como os frumentários (em latim: frumentarii) e os especuladores (speculatores). Os militares das legiões que operavam nas províncias e conquistavam méritos importantes podiam ser destacados para servir na capital para funções particulares do imperadores. Os exploradores eram de fato encarregados da coleta de informações em todas as províncias e da segurança do Estado; os frumentários ("corredores" ou a "polícia secreta" dedicada à segurança interna) eram aqueles que — em Roma e nas províncias da Itália — "examinavam os segredos de todos", ou seja, eram designados para o controle interno e, portanto, para a segurança de instituições como o Senado e o imperador. 
Estas forças estavam sob o comando do princeps peregrinorum, que respondia diretamente para o imperador e dispunham de um quartel próprio localizado no monte Célio, do qual foram descobertos vestígios nas imediações de Santo Stefano Rotondo e abaixo da dela. No interior dele ficava um templo dedicado a "Júpiter Redux" e também um mitreu. A estrutura passou por várias reformas e ampliações entre os séculos II e IV. Alguns estudiosos defendem que este acampamento foi construído na época de Augusto, na mesma época de sua reorganização administrativa da cidade.